# Coppa del Portogallo 2004-2005 (hockey su pista)
La Coppa del Portogallo 2004-2005 è stata la 32ª edizione della principale coppa nazionale portoghese di hockey su pista. La competizione ha avuto luogo dal 9 ottobre 2004 al 3 luglio 2005 con la disputa delle final four a Entroncamento. Il trofeo è stato conquistato dal Porto per la decima volta nella sua storia superando in finale il Benfica.

## Risultati

### Ottavi di finale
| Squadra 1        | Risultato | Squadra 2       |
| ---------------- | --------- | --------------- |
| Académico Cambra |           | Porto           |
| Marítimo         | 6 - 9     | Nafarros        |
| Oeiras           | 4 - 1     | Fisica          |
| Carvalhos        | 3 - 2     | Nortecoope      |
| Oliveirense      | 3 - 2     | Gulpilhares     |
| Sporting CP      | 1 - 2     | Benfica         |
| Barcelos         | 4 - 5     | Juventude Viana |
| Alenquer Benfica | 2 - 4     | Portosantese    |

### Quarti di finale
| Squadra 1   | Risultato | Squadra 2       |
| ----------- | --------- | --------------- |
| Oliveirense | 2 - 0     | Portosantese    |
| Nafarros    | 2 - 9     | Porto           |
| Carvalhos   | 0 - 4     | Benfica         |
| Oeiras      | 3 - 5     | Juventude Viana |

### Final four

#### Semifinali
| Entroncamento 2 luglio 2005            | Benfica        | 1 – 1 (d.t.s.) | Juventude Viana |  |
| \| \| \| \| \| \| Shootout 1 – 0 \| \| |                |                |                 |  |
|                                        |                |                |                 |  |
|                                        | Shootout 1 – 0 |                |                 |  |

| Entroncamento 2 luglio 2005 | Oliveirense | 3 – 6 | Porto |  |

#### Finale
| Entroncamento 3 luglio 2005            | Benfica        | 2 – 2 (d.t.s.) | Porto |  |
| \| \| \| \| \| \| Shootout 0 – 1 \| \| |                |                |       |  |
|                                        |                |                |       |  |
|                                        | Shootout 0 – 1 |                |       |  |